# El Kid (historieta)
El Kid es una historieta italiana del Oeste de la casa Edizioni Audace (hoy Sergio Bonelli Editore), creada por Gian Luigi Bonelli en 1955. Los dibujos son de Dino Battaglia, Renzo Calegari y Gino D'Antonio.
Fueron publicados 24 números divididos en 2 series en la colección Arco, posterioriemente reeditados en otras colecciones como Avventure del West, Collana Rodeo o Tutto West.

## Argumento
El Kid es un joven mexicano quien defiende a los pobres y a los oprimidos a lo largo de la frontera con Estados Unidos, enfrentándose a rurales, apaches y pistoleros.